# Rundfunkmuseum Cham
Das Rundfunkmuseum Cham ist ein Museum der Rundfunktechnik in Cham in Ostbayern.  

## Geschichte und Sammlung

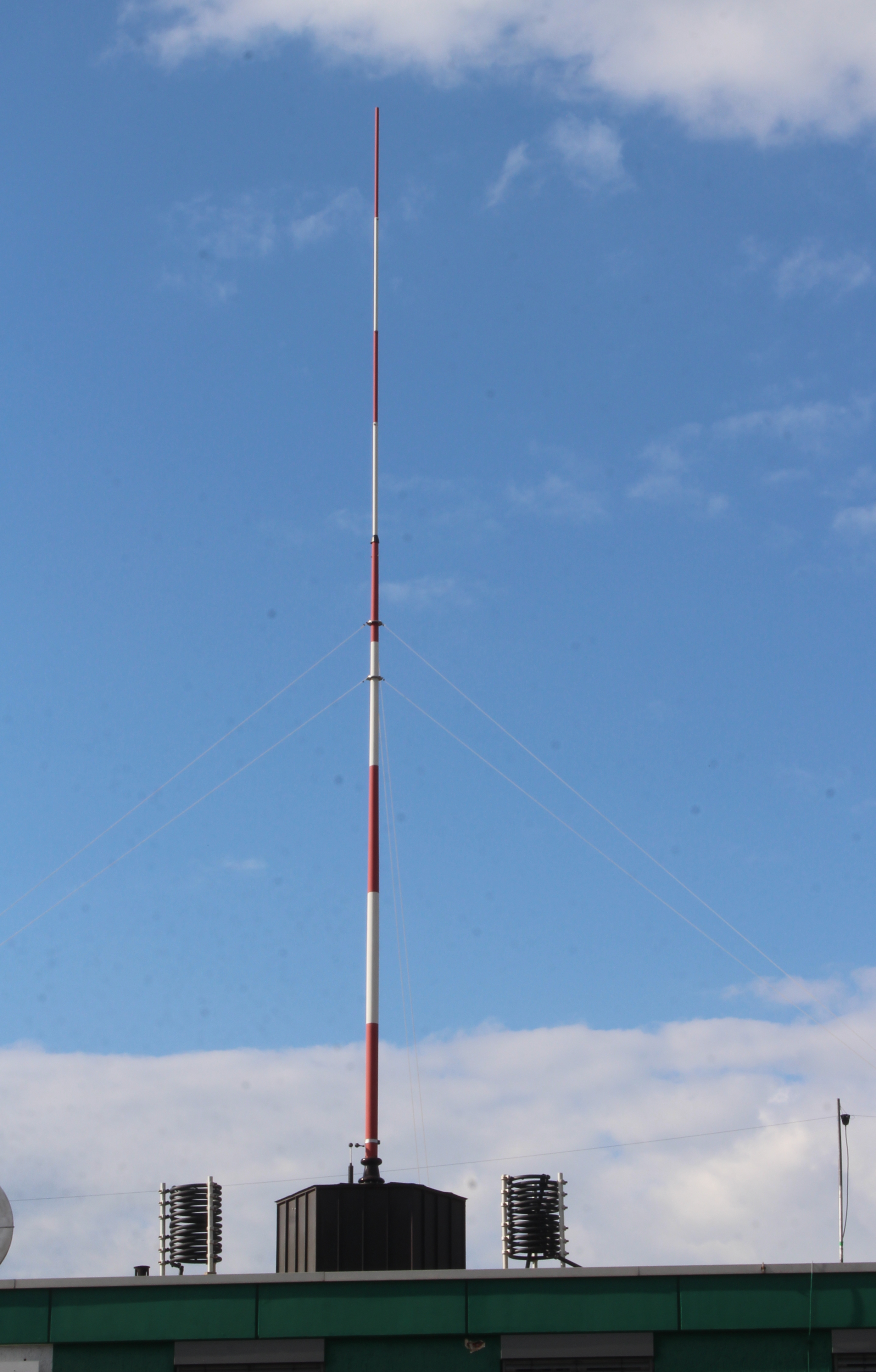
Funkturm

Das 2017 in einem ehemaligen Fernmeldeamt eröffnete Rundfunkmuseum verfügt auf einer Fläche von 1800 Quadratmetern über 3000 Exponate aus dem Bereich der Radio-, Fernseh- und Studiotechnik in 10 Abteilungen. Nach einem Umbau der Sammlung wurde das Museum im Oktober 2023 wiedereröffnet. In den ersten sechs Monaten danach hatte das Museum 2000 Besucher.
Zum Museum gehört auch eine umfangreiche Sammlung von Vakuumröhren. In der Abteilung Physik werden auch Experimente mit Hochspannung durchgeführt. Das Museum hat jeden Sonntag außer Ostern und Pfingsten geöffnet.
Eine Besonderheit ist der eigene Mittelwellensender, der aus einem Modul des einstigen Mittelwellensenders Ismaning des Bayerischen Rundfunks besteht. Er wird während der Öffnungszeiten des Museums auf der Frequenz 801 kHz betrieben und verwendet als Sendeantenne einen 12 Meter hohen Nachbau des einstigen Mittelwellensendemastes in Ismaning.